# Emil Karl Friedrich Meyer
Emil Karl Friedrich Meyer (* 27. Juli 1792 in Graudenz; † 3. Dezember 1861 in Koblenz) war ein preußischer Generalmajor.

## Leben

### Herkunft
Seine Eltern waren Samuel Friedrich Meyer (1758–1827) und dessen Ehefrau Karoline Barbara, geborene Henke (1768–1826). Sein Vater war zunächst Gouvernmentsauditeur in Graudenz, dann Kriegsrat und Polizeidirektor.

### Militärkarriere
Meyer trat am 1. Juni 1810 als Volontär in die Pionierkompanie der Preußischen Armee ein und avancierte Anfang Januar 1811 zum Portepeefähnrich. 1811/12 absolvierte er die Allgemeine Kriegsschule und wurde Ende Februar 1812 als Sekondeleutnant in das Ingenieurkorps versetzt. Während der Befreiungskriege kämpfte er in den Schlachten bei Großbeeren, Dennewitz, Leipzig, Laon, Ligny und Wavre. Für das Gefecht bei Luckau erhielt er eine Belobigung und den Orden des Heiligen Wladimir IV. Klasse. Im Gefecht bei Döhren erwarb Meyer das Eiserne Kreuz II. Klasse und für Maubeuge wurde ihm das Kreuz I. Klasse verliehen. Ferner war er bei den Belagerungen von Wittenberg, Soissons, Landrecies, Rocroi, Philippeville und Givet.
Nach dem Krieg stieg Meyer bis April 1816 zum Kapitän in der 1. Ingenieurbrigade auf. Am 14. Juli 1828 wurde er zur 2. Ingenieur-Inspektion als Ingenieuroffizier vom Platz in Neiße versetzt. Am 12. Mai 1832 kam er zur 3. Ingenieur-Inspektion als Ingenieuroffizier vom Platz in Luxemburg. Mit seiner Beförderung zum überzähligen Major wurde Meyer am 22. Juni 1832 dem Stab des Ingenieurskorps zugeordnet und Ende Mai 1834 auf Etat gesetzt. In dieser Stellung erhielt er im Jahr 1839 den Roten Adlerorden III. Klasse mit Schleife. Am 28. März 1840 beauftragte man ihn mit der Wahrnehmung der Geschäfte als Inspekteur der 4. Festungs-Inspektion, beförderte Meyer Mitte September 1841 zum Oberstleutnant und ernannte ihn am 13. Januar 1842 zum Inspekteur. Daran schloss sich ab dem 12. Mai 1842 eine Verwendung als Inspekteur der 1. Festungs-Inspektion sowie am 30. März 1844 seine Beförderung zum Oberst an. Vom 27. März 1848 bis zum 23. April 1849 war Meyer Inspekteur der 5. Festungs-Inspektion. Anschließend nahm er unter Verleihung des Charakters als Generalmajor seinen Abschied mit Pension. Er starb am 3. Dezember 1861 in Koblenz.

### Familie
Meyer heiratete am 11. Mai 1826 in Posen Betty Julie Friederike Stenger (* 1808), einziges Kind des Justizkommissars und Kriminalrates Joachim Heinrich Stenger (1770–1832) aus Wollstein. Die Ehe wurde am 29. Mai 1828 geschieden.